# Beringmeeuw
De Beringmeeuw (Larus glaucescens) is een vogel uit de familie Laridae.

## Verspreiding en leefgebied
Deze soort komt voor van de Beringzee tot noordwestelijk Oregon, ze overwinteren in Japan en noordwestelijk Mexico.

## Status
De grootte van de populatie is in 2006 geschat op minimaal 506 duizend vogels. Op de Rode lijst van de IUCN heeft deze soort de status niet bedreigd.